# Powder River (flod i Wyoming och Montana)

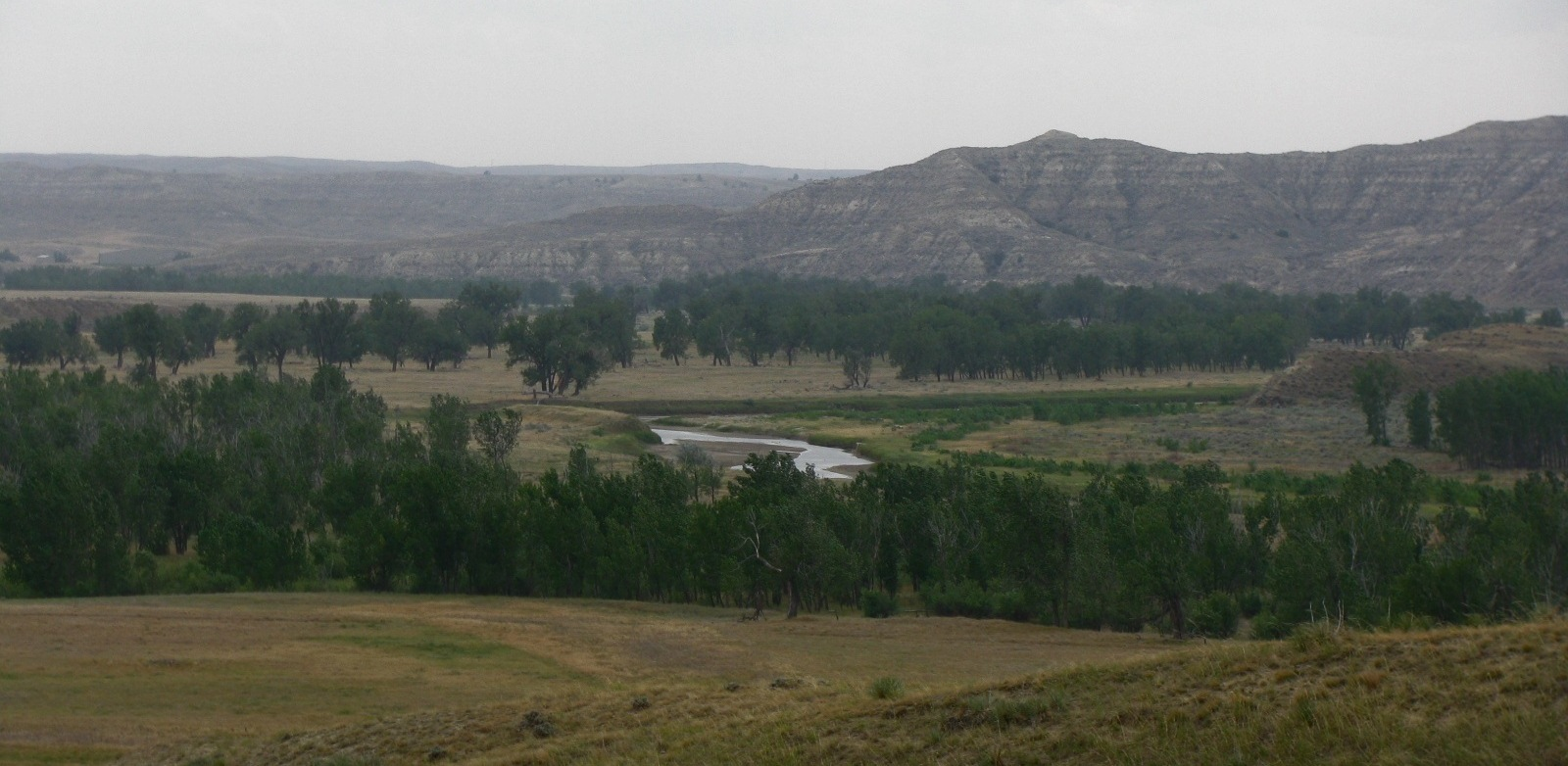
Powder River i Johnson County, Wyoming.

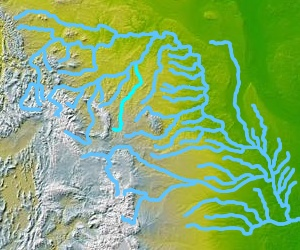
Powder River markerad i ljusblått.

Ej att förväxla med Powder River, Oregon eller orten Powder River, Wyoming.
Powder River (Apsáalooke: Chakadee Wakpa; Assiniboine: Caȟní wakpá)  är en 604 kilometer lång flod i delstaterna Wyoming och Montana. Namnet är en översättning av ett liknande uttryck på flera ursprungsamerikanska språk och syftar på det fina damm som finns vid stränderna av floden på vissa platser.
Floden har sina källor i Bighorn Mountains i Wyoming och de tre källgrenarna förenas i närheten av Kaycee. Därifrån rinner floden norrut längs den östra sidan av Bighorn Mountains, in i Montana. Den möter Little Powder River nära Broadus och rinner ut i Yellowstonefloden i närheten av Terry, Montana, omkring 80 kilometer nedströms från Miles City.
Floden har givit namn åt Powder River-bäckenet (Powder River Basin) mellan Bighorn Mountains och Black Hills, trots att delar av området avvattnas av andra floder. Denna geografiska region i nordöstra Wyoming och sydöstra Montana står för omkring 40 procent av USA:s totala kolbrytning.
Det administrativa området Powder River County i Montana, med Broadus som huvudort, är döpt efter floden.